# Prima Categoria Puglia 1970-1971
Nella stagione 1970-1971 la Prima Categoria era il quinto livello del calcio italiano (il massimo livello regionale) in pochi campionati regionali.
Qui vi sono le statistiche relative al campionato gestito dal Comitato Regionale Pugliese per la regione Puglia.
Il campionato è strutturato in vari gironi all'italiana su base regionale, gestiti dai Comitati Regionali di competenza. Promozioni alla categoria superiore e retrocessioni in quella inferiore non erano sempre omogenee; erano quantificate all'inizio del campionato dal Comitato Regionale secondo le direttive stabilite dalla Lega Nazionale Dilettanti, ma flessibili, in relazione al numero delle società retrocesse dal Campionato Interregionale e perciò, a seconda delle varie situazioni regionali, la fine del campionato poteva avere degli spareggi sia per la promozione che per la retrocessione.

## Girone A

### Aggiornamenti
La Polisportiva Ortanova non ha rinnovato l'iscrizione alla Prima Categoria 1970-71.

### Squadre partecipanti
| Club              | Città                         |
| ----------------- | ----------------------------- |
| A.S.C. Acquaviva  | Acquaviva delle Fonti (BA)    |
| A.S. Bisceglie    | Bisceglie (BA)                |
| S.S. Canosa       | Canosa di Puglia (BA)         |
| Pol. Castellaneta | Castellaneta (TA)             |
| U.S. Corato       | Corato (BA)                   |
| U.S. Fasano       | Fasano (BR)                   |
| U.S. Giovinazzo   | Giovinazzo (BA)               |
| A.S. Liberty Palo | Palo del Colle (BA)           |
| A.C. Modugnese    | Modugno (BA)                  |
| U.S. Modugno      | Modugno (BA)                  |
| Pol. Noci         | Noci (BA)                     |
| U.S. Noicattaro   | Noicattaro (BA)               |
| A.S. Putignano    | Putignano (BA)                |
| A.S. Ruvo         | Ruvo di Puglia (BA)           |
| San Ferdinando    | San Ferdinando di Puglia (FG) |
| U.S. San Severo   | San Severo (FG)               |

### Classifica finale
|  | Pos. | Squadra        | Pt  | G   | V   | N   | P   | GF  | GS  | DR  |
|  | ---- | -------------- | --- | --- | --- | --- | --- | --- | --- | --- |
|  | 1.   | Putignano      | 43  | 30  | 17  | 9   | 4   | 38  | 11  | +27 |
|  | 2.   | Fasano         | 36  | 30  | 11  | 14  | 5   | 37  | 20  | +17 |
|  | 3.   | Liberty Palo   | 36  | 30  | 12  | 12  | 6   | 41  | 31  | +10 |
|  | 4.   | Castellaneta   | 35  | 30  | 13  | 9   | 8   | 37  | 23  | +14 |
|  | 5.   | Noicattaro     | 32  | 30  | 13  | 6   | 11  | 39  | 37  | +2  |
|  | 6.   | San Ferdinando | 31  | 30  | 12  | 7   | 11  | 35  | 35  | 0   |
|  | 7.   | Giovinazzo     | 30  | 30  | 11  | 8   | 11  | 28  | 24  | +4  |
|  | 8.   | Acquaviva      | 29  | 30  | 11  | 7   | 12  | 24  | 33  | -9  |
|  | 9.   | San Severo     | 28  | 30  | 11  | 6   | 13  | 43  | 41  | +2  |
|  | 10.  | Corato         | 28  | 30  | 6   | 16  | 8   | 27  | 26  | +1  |
|  | 11.  | Bisceglie      | 28  | 30  | 9   | 10  | 11  | 30  | 30  | 0   |
|  | 12.  | Noci           | 27  | 30  | 9   | 9   | 12  | 34  | 36  | -2  |
|  | 13.  | Ruvo           | 27  | 30  | 8   | 11  | 11  | 20  | 33  | -13 |
|  | 14.  | Modugnese      | 26  | 30  | 9   | 8   | 13  | 23  | 39  | -16 |
|  | 15.  | Canosa         | 25  | 30  | 8   | 9   | 13  | 33  | 41  | -8  |
|  | 16.  | Modugno        | 19  | 30  | 3   | 13  | 14  | 22  | 51  | -29 |
|  |      |                | 480 | 480 | 163 | 154 | 163 | 511 | 511 | 0   |

Legenda:

         Promosso in Serie D 1971-1972.
         Retrocesso in Seconda Categoria 1971-1972.
Note:
Due punti a vittoria, uno a pareggio, zero a sconfitta.
La Modugnese è poi stata riammessa.

## Girone B

### Squadre partecipanti
| Club                         | Città                     |
| ---------------------------- | ------------------------- |
| U.S. Antonio Toma Maglie     | Maglie (LE)               |
| U.S. Carmiano                | Carmiano (LE)             |
| A.C. Ceglie                  | Ceglie Messapica (BR)     |
| A.C. Copertino               | Copertino (LE)            |
| S.S. Francavilla             | Francavilla Fontana (BR)  |
| U.S. Gallipoli               | Gallipoli (LE)            |
| A.S. Ginosa                  | Ginosa (TA)               |
| Pol. Ars et Labor Grottaglie | Grottaglie (TA)           |
| U.S. Laterza                 | Laterza (TA)              |
| A.S. Leverano                | Leverano (LE)             |
| A.C. Massafra                | Massafra (TA)             |
| A.S. Ostuni                  | Ostuni (BR)               |
| Pol. San Pietro              | San Pietro Vernotico (BR) |
| U.S. Squinzano               | Squinzano (LE)            |
| U.S. Taurisano               | Taurisano (LE)            |
| U.S. Tricase                 | Tricase (LE)              |

### Classifica finale
|  | Pos. | Squadra              | Pt  | G   | V   | N   | P   | GF  | GS  | DR  |
|  | ---- | -------------------- | --- | --- | --- | --- | --- | --- | --- | --- |
|  | 1.   | Tricase              | 43  | 30  | 18  | 7   | 5   | 51  | 16  | +35 |
|  | 2.   | Gallipoli            | 40  | 30  | 16  | 8   | 6   | 53  | 27  | +26 |
|  | 3.   | Toma Maglie          | 40  | 30  | 15  | 10  | 5   | 33  | 14  | +19 |
|  | 4.   | Grottaglie           | 38  | 30  | 16  | 6   | 8   | 43  | 24  | +19 |
|  | 5.   | Ceglie Messapica     | 35  | 30  | 14  | 7   | 9   | 34  | 32  | +2  |
|  | 6.   | Squinzano            | 34  | 30  | 13  | 8   | 9   | 31  | 26  | +5  |
|  | 7.   | Laterza              | 31  | 29  | 13  | 5   | 12  | 31  | 31  | 0   |
|  | 8.   | Taurisano            | 29  | 30  | 10  | 9   | 11  | 42  | 41  | +1  |
|  | 9.   | San Pietro Vernotico | 27  | 30  | 9   | 9   | 12  | 32  | 38  | -6  |
|  | 10.  | Francavilla          | 26  | 30  | 8   | 10  | 12  | 30  | 40  | -10 |
|  | 11.  | Massafra             | 26  | 30  | 8   | 10  | 12  | 31  | 33  | -2  |
|  | 12.  | Carmiano             | 26  | 30  | 10  | 6   | 14  | 26  | 37  | -11 |
|  | 13.  | Ginosa               | 25  | 30  | 8   | 9   | 13  | 33  | 43  | -10 |
|  | 14.  | Leverano             | 22  | 30  | 6   | 10  | 14  | 20  | 38  | -18 |
|  | 15.  | Ostuni               | 21  | 30  | 6   | 9   | 15  | 21  | 36  | -15 |
|  | 16.  | Copertino            | 17  | 30  | 7   | 3   | 20  | 19  | 54  | -35 |
|  |      |                      | 478 | 480 | 176 | 126 | 176 | 528 | 528 | 0   |

Legenda:

         Promosso nella Serie D 1971-1972.
         Retrocesso in Seconda Categoria 1971-1972.
Note:
Due punti a vittoria, uno a pareggio, zero a sconfitta.
Il Laterza e il Francavilla hanno disputato una partita in meno.